# Estació de Marina
Marina és una estació de metro i tramvia situada a l'Avinguda Meridiana entre els districtes de l'Eixample i Sant Martí on enllacen la L1 del Metro de Barcelona i les línies T5 i T6 del Trambesòs. A més també hi ha un baixador de ferrocarril en desús, anomenat estació de Bifurcació Vilanova, amb el que es va construir un enllaç.
L'estació del metro està sota una antiga platja de vies de l'estació del Nord i es va inaugurar el dia 1 d'abril de 1933 com a part del Ferrocarril Metropolità Transversal. Força anys més tard el 14 de juliol de 2004 es va inaugurar la parada del Tram que es troba sobre l'Avinguda Meridiana amb el perllongament de la línia T4 des de Glòries fins a Ciutadella.
L'ampliació del Trambesòs de Glòries a Verdaguer va suposar el 21 d'octubre de 2024 que l'estació de tramvia passes a ser coberta per les línies T5 i T6, car la línia T4 passaria a operar el recorregut cap a Verdaguer.

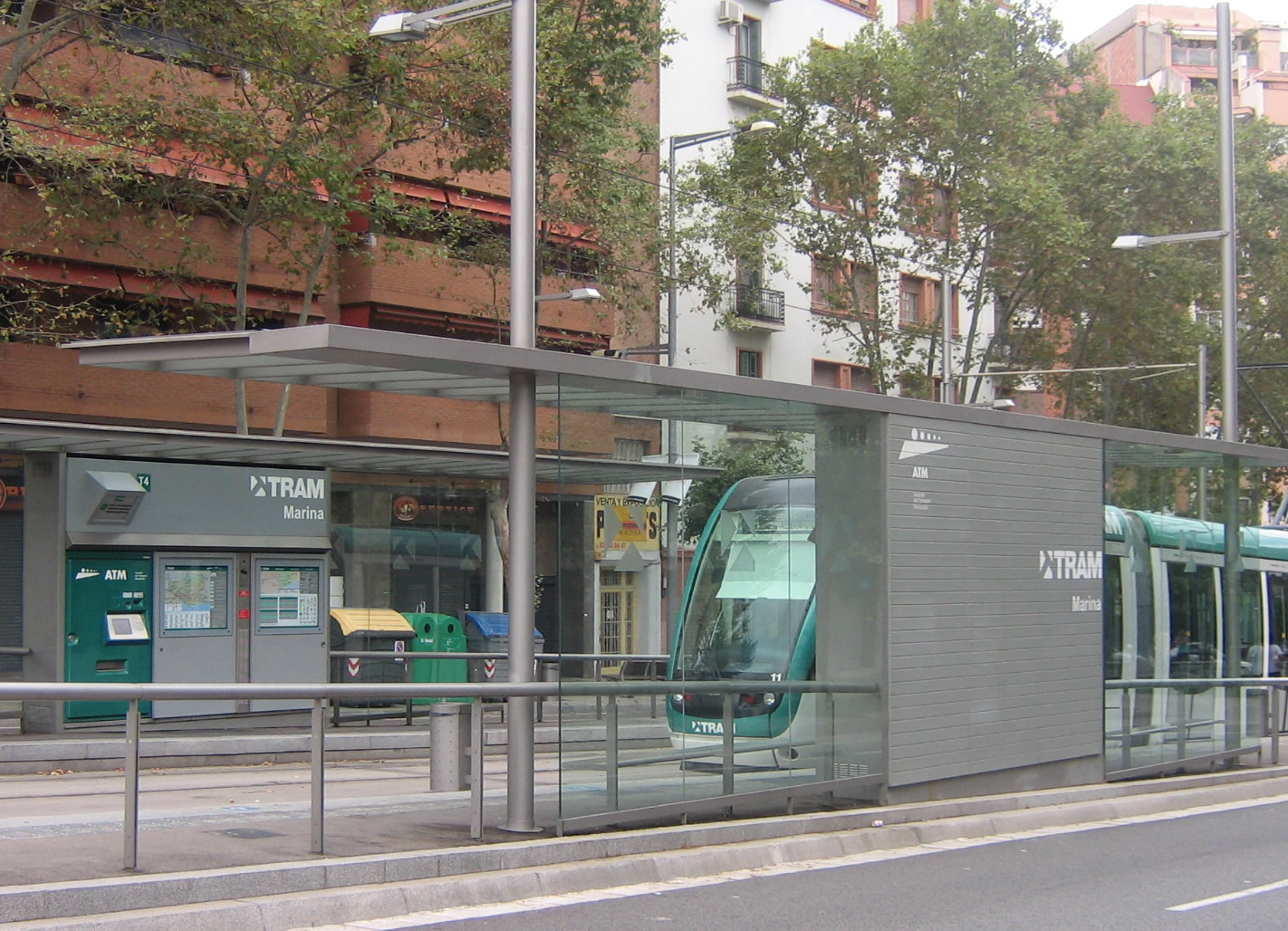
L'estació de tramvia de les línies T5 i T6)

## Serveis ferroviaris
| Procedència/Destinació     | <             | Línia                 | >                          | Procedència/Destinació |
| -------------------------- | ------------- | --------------------- | -------------------------- | ---------------------- |
| Metro de Barcelona         |               |                       |                            |                        |
| Hospital de Bellvitge      | Arc de Triomf |                       | Glòries                    | Fondo                  |
| Trambesòs                  |               |                       |                            |                        |
| Ciutadella - Vila Olímpica | Wellington    |                       | Auditori - Teatre Nacional | Gorg                   |
| Ciutadella - Vila Olímpica | Wellington    | Estació de Sant Adrià | Auditori - Teatre Nacional |                        |

## Accessos del metro
- Carrer Marina - Carrer Almogàvers
- Avinguda Meridiana